# Wechsler Intelligence Scale for Children
La Wechsler Intelligence Scale for Children és una escala per mesurar el quocient intel·lectual en nens de 6 a 16 anys a partir dels resultats d'un test dividit en quinze parts creat per David Wechsler en 1949 i amb successives reedicions (la darrera, el WISC-IV, data del 2003). És un dels instruments més usats en psicologia escolar per detectar trastorns d'aprenentatge que puguin desembocar en fracàs escolar però ha estat criticat per reduir la intel·ligència a uns quants paràmetres i no tenir en compte l'extrema variabilitat que pot sorgir en individus d'aquestes edats a l'hora de sotmetre's a proves psicomètriques. Es considera l'equivalent del test WAIS per a adults.
Les proves del test són:
- per mesurar la competència lingüística: definir paraules donades, indicar sinònims, comprensió lectora, preguntes de cultura general o endevinar paraules a partir de pistes
- per mesurar la percepció: seguir patrons de formes, aparellar dibuixos, completar figures
- per mesurar la memòria: repetir seqüències de nombres i lletres, càlcul mental
- per mesurar la capacitat de processament mental: marcar les figures que responen a una característica determinada en un temps limitat, localitzar dibuixos entre altres figures